# Rokas Flick
Rokas Flick (lit. Rokas Flikas, bis 1989 Rokas Alvydas Liaukonis; * 16. August 1936 in Veisiejai; † 26. Februar 2023 in Klaipėda) war ein litauischer Ökonom, Politiker und Vizeminister für Energie.

## Leben
Seine Mutter war eine Deutsche. Ihre Eltern lebten im Memelgebiet.
1959 absolvierte Liaukionis ein Diplomstudium der Archäologie und 1966 der Industrieökonomie an der Vilniaus universitetas. Von 1970 bis 1974 lernte er in der Aspirantur am I. Gubkin-Institut in Moskau. 1975 promovierte er über die Optimierung der wirtschaftlichen Effizienz von Gasifizierungssystemen (zum Thema „Pabaltijo respublikų miestų dujofikavimo sistemų optimizavimo ekonominis efektyvumas“) und 1984 habilitierte er (zum Thema „Miesto dujų tiekimų sistemų optimizavimas tikimybinio neapibrėžtumo sąlygomis“).
Von 1986 bis 1990 lehrte er am Vilniaus inžinerinis statybos institutas, ab 1987 als Professor. Vom 18. April 1990 bis 1991 war er Stellvertreter des Ministers am Energiewirtschaftsministerium Litauens, ernannt durch Premierministerin Kazimira Prunskienė. Ab 1995 leitete er eine R. Flick-Beratungsfirma in Klaipėda. Seit 2009 war er Mitglied der Lietuvos taikomųjų mokslų akademija.